# Далс-Ед (община)
Община Далс-Ед (на шведски: Dals-Eds kommun) е разположена в лен Вестра Йоталанд, югозападна Швеция с обща площ 831 km2 и население 4740 души (към 31 декември 2013). Административен център на община Далс-Ед е град Ед.